# 富家村 (高知県)
富家村（ふけむら）は、高知県香美郡にあった村。現在の香南市野市町の北東部にあたる。

## 地理
- 山岳：金剛山
- 河川：香宗川、山北川

## 歴史
- 1889年（明治22年）4月1日 - 町村制の施行により、近世以来の富家村（第1次）が単独で自治体を形成。大字は編成せず。
- 1896年（明治29年） - 大字本村・兎田・中山田・新宮を設置。
- 1942年（昭和17年）4月1日 - 山南村・徳王子村・香宗村と合併して大忍村が発足。同日富家村（第1次）廃止。
- 1948年（昭和23年）4月1日 - 大忍村が分割し、一部（本村・兎田・中山田・新宮）の区域をもって富家村（第2次）が発足。
- 1955年（昭和30年）1月1日 - 野市町・佐古村・香宗村と合併し、改めて野市町が発足。同日富家村（第2次）廃止。

## 出身・ゆかりのある人物
- 水野吉太郎（弁護士、政治家） - 衆議院議員。